# Черняховка (село, Киевская область)
Черняхо́вка (укр. Черняхівка) — село, входит в Яготинский район Киевской области Украины.
Население по переписи 2001 года составляло 1002 человека. Почтовый индекс — 07741. Телефонный код — 4575. Занимает площадь 5,328 км². Код КОАТУУ — 3225589001.
«« Сільська рада »» Індекс: 07741,
Київська обл., Яготинський р-н, c.Черняхівка, 
вул.Миру, 45а
 (укр.)